# Gemeinsame Normdatei
Gemeinsame Normdatei (GND, Німецька нормативна база даних) — німецька система класифікації та систематизації, призначена переважно для бібліотек. GND запущена у квітні 2012 року Німецькою національною бібліотекою у співпраці з різними бібліотечними мережами і включає записи чотирьох систем: Personennamendatei (PND), Schlagwortnormdatei (SWD), Gemeinsame Körperschaftsdatei (GKD) та Einheitssachtitel-Datei des Deutschen Musikarchivs (DMA-EST).
Станом на липень 2013 року в GND було близько 10 мільйонів записів, включаючи 2 882 000 персоналій.